# Olivér Halassy
Olivér Halassy (Budapeste, 13 de julho de 1909 - 10 de setembro de 1946) foi um jogador húngaro de pólo aquático e nadador de estilo livre.
Halassy perdeu a perna esquerda abaixo do joelho quando foi atropelado por um trem aos 11 anos. Mais tarde, ele se tornou o primeiro nadador amputado a competir nas Olimpíadas. Ele fez parte das equipes húngaras de pólo aquático que conquistaram uma medalha de prata e duas de ouro em 1928, 1932 e 1936. Ele jogou todas as partidas e marcou três, onze e seis gols, respectivamente.
Halassy ganhou três títulos europeus de pólo aquático, em 1931, 1934 e 1938. Ele também se tornou campeão europeu nos 1.500 metros de natação estilo livre em 1931, poucas horas depois de ajudar seu time de pólo aquático à vitória. Nacionalmente, ele ganhou 25 títulos de natação e estabeleceu 12 recordes.
Devido à sua deficiência, Halassy foi isento do serviço militar durante a Segunda Guerra Mundial. Após se aposentar das competições, trabalhou como auditor na Prefeitura. Ele foi morto por um soldado soviético perto de sua casa em Budapeste, no que fontes húngaras chamaram de "circunstâncias trágicas". Outros relatos indicam que ele voltava para casa de táxi tarde da noite quando foi assassinado por soldados de ocupação soviéticos. em um assalto ou assalto. Sua morte ocorreu poucos dias antes de sua esposa dar à luz seu terceiro filho.
Halassy foi incluído no Hall da Fama Internacional da Natação em 1978.